# Autogordel

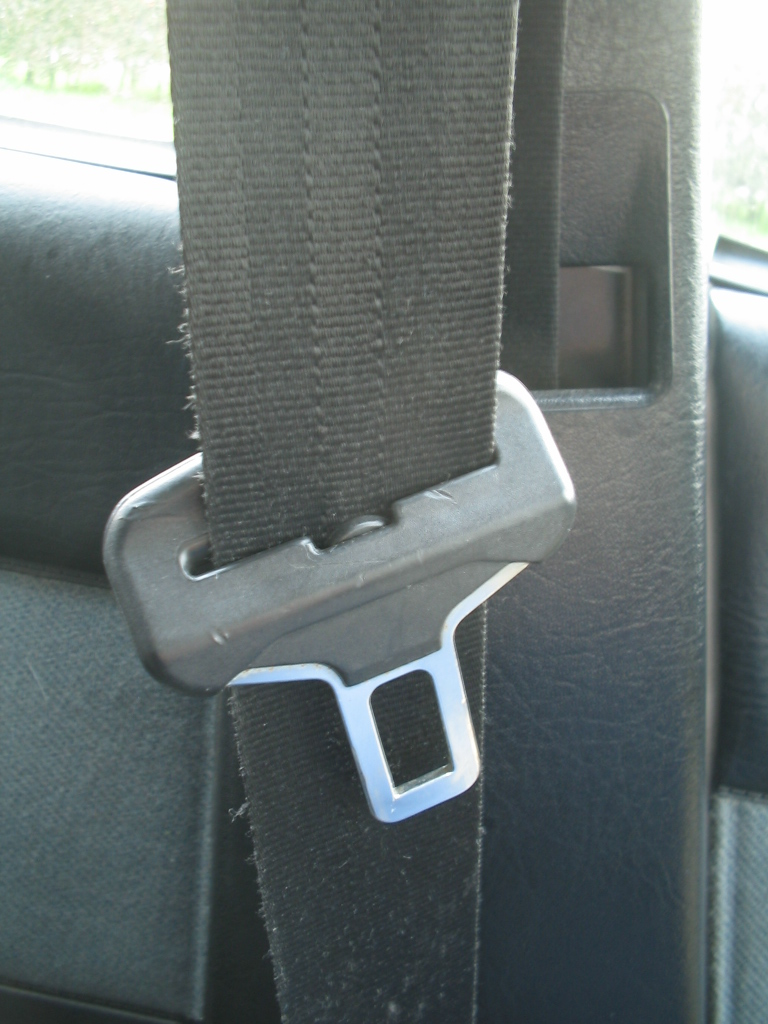
Autogordel

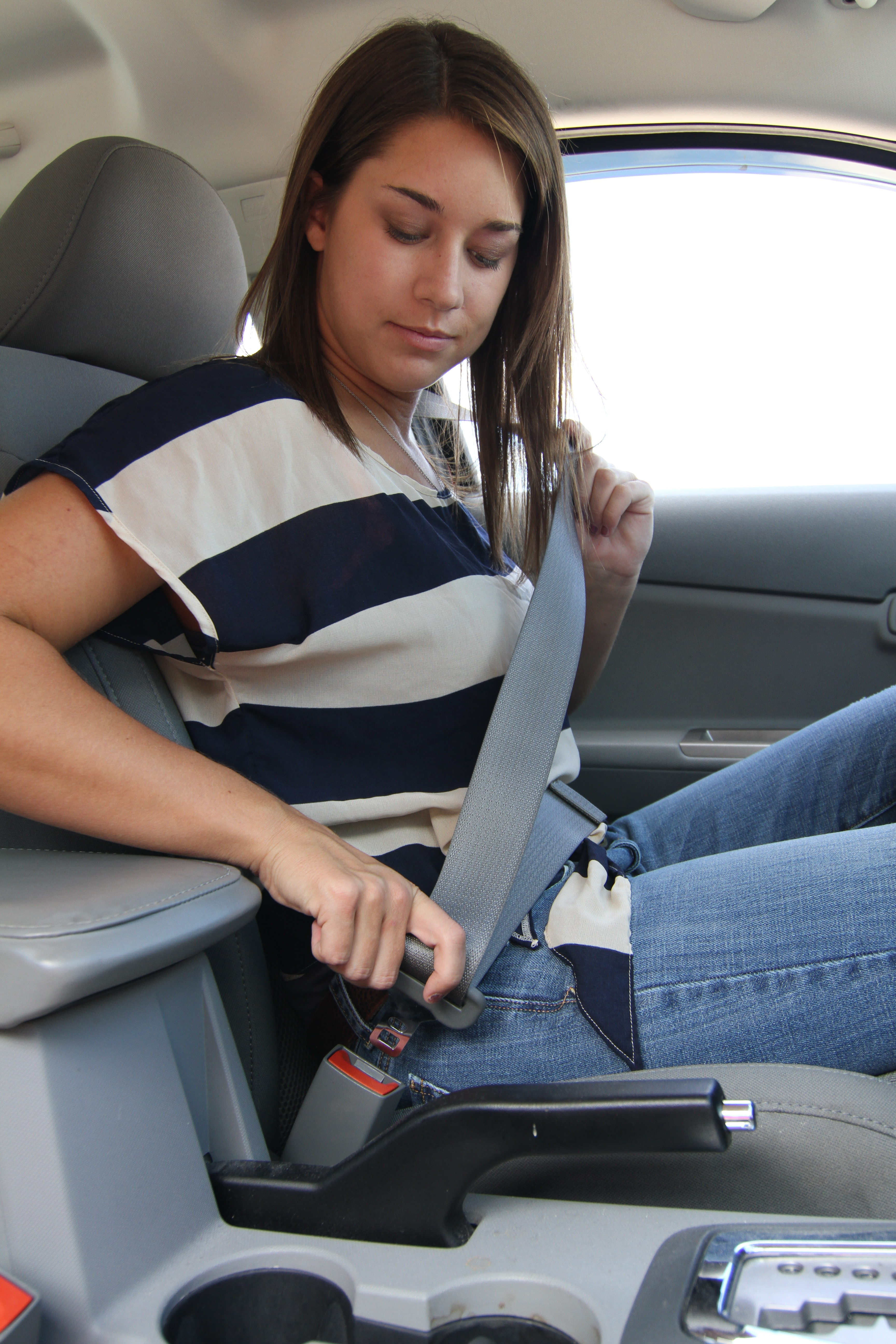
Het vastklikken van een driepuntsgordel

Een autogordel is een riem die een inzittende van een auto beschermt bij een ongeluk. Door de autogordel blijft de te beschermen persoon op zijn stoel, komt niet met zijn schedel tegen de voorruit en wordt hij niet door de auto geslingerd. Door het dragen van een autogordel wordt de kans op een dodelijk ongeval verminderd met 30 tot 40%.
Het type autogordel dat verreweg het meest gebruikt wordt, is de driepuntsautogordel. Deze heeft een band over de heupen en een diagonaal over de borst. Ook tweepuntsgordels worden gebruikt; daarbij is er alleen een band over de heupen heen. Nog een ander type autogordel is de zespuntsgordel, die vooral in de racerij wordt gebruikt.
Om ervoor te zorgen dat iedereen, zowel voor als achter zijn/haar gordel omdoet zijn auto's voorzien van een speciaal waarschuwingslampje op het dashboard dat gaat branden als iemand zijn/haar autogordel niet om heeft. Dit lampje heeft de vorm van een poppetje dat een autogordel om heeft. Hierbij klinkt tevens een geluid. Op deze manier worden mensen eraan herinnerd om hun autogordel altijd om te doen.

## Geschiedenis
De eerste autogordel werd in 1956 door Ford geïntroduceerd.
Volvo heeft in 1959 de driepuntsautogordel (type dat nog steeds gebruikt wordt) ontworpen. Sindsdien is de autogordel langzaamaan steeds meer gemeengoed geworden. In 1971 introduceerde Mercedes-Benz gordelspanners om te los gedragen gordels strak te trekken in geval van een aanrijding.

## Nederland
Personenauto's die tussen 1 januari 1971 en 1 januari 1990 in gebruik zijn genomen, moeten zijn voorzien van autogordels voorin. Personenauto's van voor 1971 hoeven geen autogordels te hebben. Personenauto's die vanaf 1 januari 1990 in gebruik zijn genomen, moeten zijn voorzien van autogordels voor alle zitplaatsen die naar voren zijn gericht. De autogordel op de voorste zitplaatsen moeten, indien aanwezig, verplicht worden gedragen vanaf 1 juni 1975. Het gebruikmaken van autogordels voor passagiers op de achterbank van personenauto's is verplicht sinds 1 april 1992. Sinds 1993 is het dragen van een autogordel ook verplicht tijdens achteruitrijden. Als er op alle zitplaatsen een gordel is, mag niemand zonder gordel worden vervoerd. Heeft de achterbank gordels, dan mogen er niet meer mensen op de achterbank vervoerd worden dan daar gordels aanwezig zijn. In auto's zonder gordels, bijvoorbeeld oldtimers, mogen passagiers (vanaf 3 jaar) wel vervoerd worden.
De verplichting van het gebruik van de autogordel geldt niet voor:
- Mensen met een handicap; zij kunnen in bepaalde situaties een vrijstelling aanvragen bij het Centraal Bureau Rijvaardigheidsbewijzen (CBR).
- Medewerkers van een bezorgdienst; zij kunnen vrijstelling aanvragen bij het CBR.
- Taxichauffeurs. Voor taxichauffeurs gold al in het RVV 1990 een vrijstelling tijdens taxivervoer. In verband met het risico van overvallen door passagiers moet een taxichauffeur het voertuig snel kunnen verlaten. De vrijstelling geldt daarom niet in het geval er geen passagiers worden vervoerd.

De vrijstelling geldt evenmin in de gevallen dat er passagiers worden vervoerd waarbij het tarief voor dat vervoer schriftelijk is overeengekomen (contractvervoer). In die gevallen is het risico van een overval nagenoeg nihil omdat er geen sprake is van overhandiging van contant geld in de taxi zelf voor de te verrichten of verrichtte vervoersdienst.
Samenvattend ten behoeve van de vrijstelling voor taxichauffeurs:
- indien er geen personen/klanten worden vervoerd en de chauffeur alleen in de taxi zit, dient de gordel te worden gedragen;
- indien geen sprake is van contractvervoer (bijv. iedere dag kinderen naar school brengen) dus ritten tegen contante afrekening, dan hoeft geen gordel te worden gedragen;
- indien er WEL sprake is van contractvervoer (bijv. iedere dag kinderen naar school brengen) dan moet WEL de gordel te worden gedragen.

Het is niet toegestaan kinderen beneden de drie jaar te vervoeren in een auto zonder gordel, ook niet op schoot.
Het niet dragen van de gordel is een overtreding. 
Het niet dragen van een gordel kan ook civielrechtelijke gevolgen hebben. Als bij een verkeersongeval letsel ontstaat, zal als regel degene die tijdens het auto-ongeval de gordel niet om had, ten minste 25% van zijn of haar schade zelf moeten dragen.

## België
Volgens de Belgische Wegcode is het dragen van de autogordel altijd verplicht, zowel voorin als achterin. Dus als de zitplaats van een autogordel voorzien is, dan moet men de gordel ook dragen.

Kinderen kleiner dan 1,35 m moeten in een geschikt kinderbeveiligingssysteem worden vervoerd in de wagen. Kinderen van 1,35 m of groter, moeten in een voor hen geschikt kinderbeveiligingssysteem worden vervoerd, of de veiligheidsgordel dragen. Het maakt niet uit of het kind nu voor- of achteraan zit.
Sommige categorieën van inzittenden zijn vrijgesteld van het dragen van de autogordel:
- Bestuurders die achteruit rijden
- Taxichauffeurs, wanneer ze een klant vervoeren
- Personen in bezit van vrijstelling in verband met medische redenen
- Bestuurders en passagiers van prioritaire voertuigen, wanneer de aard van hun opdracht het rechtvaardigt
- Postbeambten die post uitreiken of ophalen, op plaatsen die kort van elkaar gelegen zijn

De gordelplicht is ingevoerd in 1975 onder minister Jos Chabert. Sinds 1991 geldt deze verplichting ook voor de passagiers achterin.